# Masurische Kanäle
Die masurischen Kanäle sind ein System von Wasserstraßen im ehemaligen Ostpreußen, mit denen die Städte Johannisburg (polnisch Pisz) und Angerburg (polnisch Węgorzewo) verbunden sind. Diese Strecke wurde am 3. September 1856 zum ersten Mal vom Dampfschiff Masovia befahren.
Der Nord-Süd-Wasserweg hat eine Länge von rund 90 Kilometern. Die Wasserfläche der Masurischen Seenplatte liegt etwa 116 m über NN. Nach der finnischen Seenplatte ist das Gebiet der heute in Polen liegenden Masurischen Seen das eindrucksvollste Seengebiet Europas.

## Geschichte
Bereits viel früher, im Jahre 1379, wurde ein Teil dieser Strecke von einem Bootsführer des Deutschen Ordens mit dem Hochmeister Winrich von Kniprode befahren. Die ersten Pläne für den Bau der Kanäle in Masuren wurden von Józef Naronowicz-Naroński (1610–1678), Samuel Suchodolec (1649–1727) und dessen Sohn Jan Władysław Suchodolec (1687–1751) entworfen, die erst von 1765 bis 1849 in mehreren Bauabschnitten ausgeführt wurden.
Schon in den Jahren 1764 bis 1776 erfolgte die erstmalige Anlage von Kanälen, die eine Verbindung vom Spirdingsee über Nikolaiken bis zum Mauersee herstellte. Johann Friedrich von Domhardt hatte sich auf königlichen Befehl mit dem Kanalprojekt befasst. 
Zu dieser Zeit gab es eine Schleuse am Talter Gewässer Richtung Nikolaiker See. Die Ufer der Kanäle waren verstärkt und die Schleusen aus Holz. Insgesamt bestanden im Kanalverlauf sechs Schleusen und zehn Brücken.
Die Kanäle auf dieser Strecke versandeten jedoch und ihre Nutzung wurde 1789 eingestellt. Schließlich wurde das Kanalsystem während der Napoleonischen Kriege zerstört. 
Zwischen 1798 und 1801 wurde die Johannisburger Pisa schiffbar gemacht; das Wildnisholz der Johannisburger Heide konnte nun verflößt werden.
Die masurischen Kanäle nahmen während der großen öffentlichen Arbeiten in den Jahren 1854–1857 die heutige Form an. Am 3. September 1856 lief das Dampfschiff Masovia, von Lötzen kommend, den Angerburger Hafen am Ordensschloss an. Die Masovia benutzte dabei den Angerburger Nähekanal, der soeben fertig gestellt war und den früheren Weg durch die vielen Flussschlingen der Angerapp, später der tote Arm genannt, wesentlich verkürzte.

## Tabelle der Kanäle
Folgende Kanäle verbinden die Masurischen Seen (Reihenfolge von Süden nach Norden):
| deutscher Name                        | polnischer Name   | verbindet                                                  | Baujahr   | Länge in km | Breite in m | Tiefe in m | Bemerkung                                                                                | Bild |
| ------------------------------------- | ----------------- | ---------------------------------------------------------- | --------- | ----------- | ----------- | ---------- | ---------------------------------------------------------------------------------------- | ---- |
| Wagenauer Kanal                       | Kanał Jegliński   | Roschsee und Sexter See                                    | 1845–1849 | 5,250       |             |            | Der Roschsee ist eine Ausbuchtung des Spirdingsees, Höhenausgleich durch Karwik-Schleuse |      |
| Talter Kanal                          | Kanał Tałcki      | Talter Gewässer und Kleiner Talter See                     |           | 1,620       |             |            |                                                                                          |      |
| Grünwalder Kanal                      | Kanał Grunwaldzki | Kleiner Talter See und Kleiner See                         |           | 0,460       |             |            |                                                                                          |      |
| Immenhagen-Kanal                      | Kanał Mioduński   | Kleiner See und Schmidtsdorfer See                         |           | 1,920       |             |            |                                                                                          |      |
| Schmidtsdorfer Kanal                  | Kanał Szymoński   | Schmidtsdorfer See und Großer Hensel-See                   |           | 2,360       |             |            |                                                                                          |      |
| Kulla-Kanal                           | Kanał Kula        | Kröstensee und Saitensee                                   |           | 0,10        |             |            |                                                                                          |      |
| Lötzener Kanal                        | Kanał Giżycki     | Löwentinsee und Mauersee                                   | 1765–1772 | 2,10        | 12 – 15     | 1,5 – 2,2  |                                                                                          |      |
| Löwentinkanal                         | Kanał Niegociński | Löwentinsee und Taita-See                                  |           | 1,20        |             |            |                                                                                          |      |
| Schönbergkanal                        | Kanał Piękna Góra | Taita-See und Mauersee                                     |           | 0,250       |             |            |                                                                                          |      |
| Steinorter Kanal                      | Kanał Sztynorcki  | Dargainer See mit Steinorter See und dem Hafen in Steinort |           | 0,170       |             |            |                                                                                          |      |
| Angerburger Flößkanal oder Nähe-Kanal | Kanał Węgorzewski | Mäander der Angerapp bei Angerburg                         |           | 0,920       |             |            |                                                                                          |      |
| Broscheitscher Kanal                  | Kanał Brożajcki   | die Angerapp mit der Goldap                                |           | 120         |             |            | geschlossen                                                                              |      |
| Masurischer Kanal                     | Kanał Mazurski    | die Masurischen Seen mit der Ostsee                        | 1911–1942 | 50,40       |             |            | unvollendet                                                                              |      |